# Liste des maires de Quimper

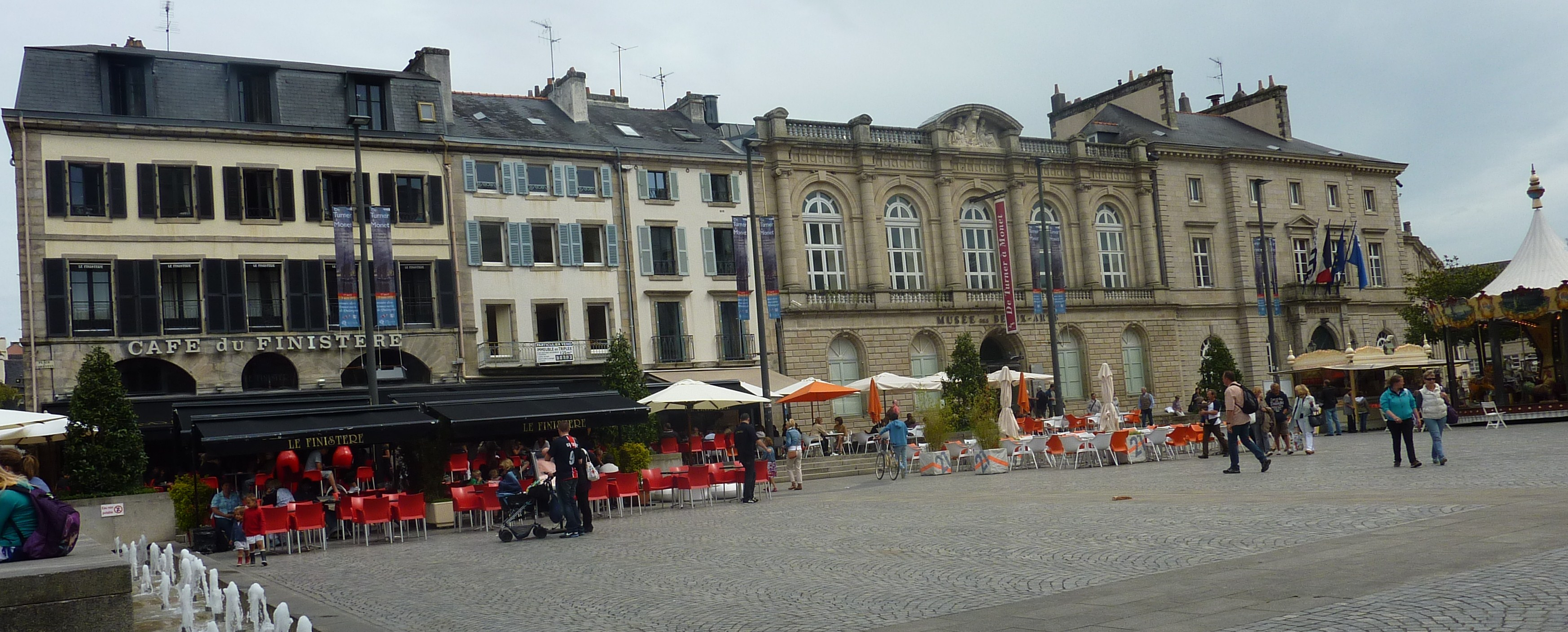
Hôtel de Ville de Quimper (à droite)

Liste des maires de la commune française de Quimper, préfecture du Finistère en Région Bretagne.
Attention de noter ici que la zone administrative sous le patronyme "Quimper" a évolué au cours du temps.
- Au 1er janvier 1960, les communes de Penhars, Kerfeunteun et Ergué-Armel se sont jumelés à celle de Quimper

## Sous l'Ancien Régime

### XVIIesiècle
- 1696-1703 : Jean-Baptiste Malherbe

### XVIIIesiècle
- 1704-1705 : Gabriel Audouyn
- 1706-1707 : François Morin
- 1708-1709 : René Guesdon
- 1710-1711 : Le Pigeon de Villerault
- 1712-1713 : Jacques Danillo
- 1714-1715 : Michel Germe
- 1716-1723 : Billy, Guillemain-Kermorguen, Louvel, et Horellou de Kergos
- 1724-1725 : Corbet de La Sauldraye
- 1726-1727 : Frollo de Kerlivio
- 1728-1730 : Charles Cossoul
- 1730-1732 : Guillaume Audouyn du Cosquer
- 1732-1734 : Guillaume Huchet de Kerourein
- 1734-1737 : Henri Ansquer du Vennec
- 1738-1739 : Jean Hervé Le Bastard
- 1740-1741 : Lucas du Penhoat
- 1742-1747 : Guillaume Huchet de Kerourein
- 1747-1748 : Nicolas Deslandes
- 1748-1750 : Alexis-Joseph Billy du Plessis
- 1751-1758 : Guillaume Frollo de Kerlivio
- 1758-1760 : Jean du Boishardy de Poulmorgan
- 1761-1763 : Charles Cossoul
- 1763-1765 : Michel Anne Marie Alexandre Laënnec (né le 27 septembre 1714 à Ploaré, décédé le 30 octobre 1782 à Quimper), sieur de Kerlouarnec[1], personnalité quimpéroise des années 1760-1770 : avocat, sénéchal de Locmaria, maire de Quimper de 1763 à 1765, marié le 5 septembre 1746 à Quimper Saint-Julien avec Jeanne Catherine Huchet de Kerourein (1724-1753). Il est l'un des grands-pères du célèbre médecin René Laennec.
- 1766-1768 : Joseph Bernard Demizit
- 1768-1770 : Julien Le Thou du Hambout
- 1770-1774 : Jean Alain Léon de Tréverret
- 1774-1777 : Augustin Le Goazre de Kervélégan
- 1777-1779 : Pierre Marie Danguy des Déserts
- 1779-1781 : Jacques Charpentier
- 1781-1789 : Joseph Marie Le Gendre

## Maires depuis 1789

### XVIIIesiècle
- 1790-1791 : Joseph Jean Marie Le Guillou de Kerincuff[2]
- 1791-1791 : François Marie Hyacinthe Le Goazre de Kervélégan
- 1791-1792 : François Jérôme Le Déan
- 1793-1793 : Henri Magnan
- 1793-1793 : Jacques Thomas Debon
- 1793-1794 : Jacques Félix Calloc'h de Kerillis
- 1794-1795 : Pierre Yves L'Haridon de Penguilly
- 1795-1796 : Michel Jean de Creachquerault
- 1797-1797 : Jean Baptiste Le Breton
- 1797-1798 : François Guérin
- 1798-1799 : Jean Nicolas Dérénec
- 1800-1803 : François Jérôme Le Déan

### XIXesiècle
- 1803-1807 : Corentin Vinoc[3].

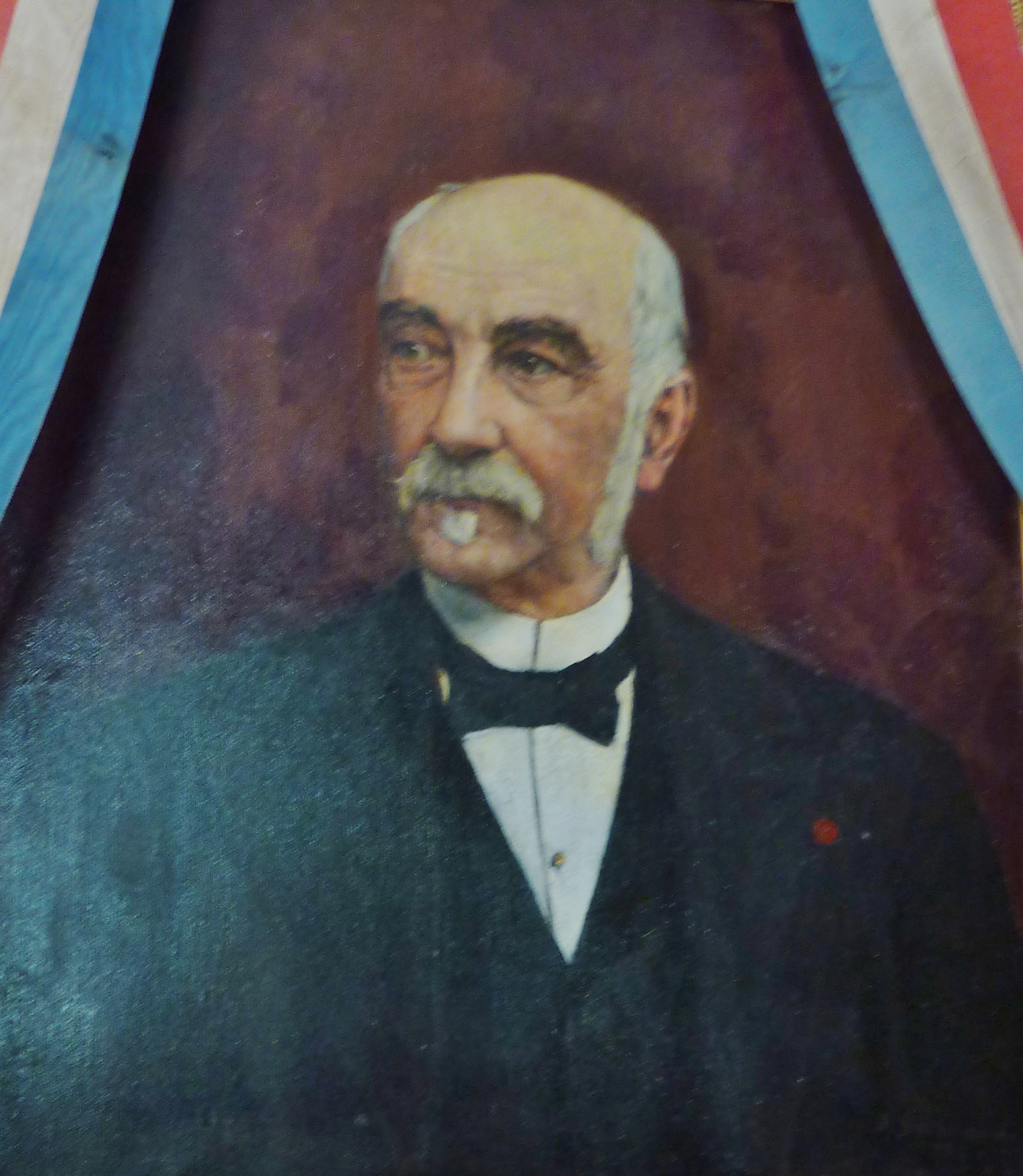
Joseph Astor (fils)
maire de Quimper 1870-1896

- 1808-1815 : Jacques Félix Calloc'h de Kerillis.
- 1815-1815 : Victor Ymbert.
- 1815-1815 : Jacques Félix Calloc'h de Kerillis.
- 1815-1815 : Victor Ymbert.
- 1815-1821 : Guillaume Louis Alexandre de Leissègues de Légerville.
- 1821-1825 : Athanase François Gilart de Larchantel.
- 1825-1830 : François Marie Briant de Laubrière.
- 1830-1831 : Alain Bohan.
- 1831-1832 : Simon Blot.
- 1832-1835 : Guillaume Éloury, architecte, originaire de l'ancienne paroisse de Locmaria.
- 1835-1836 : Jean François Guyot.
- 1836-1848 : Joseph Astor[4].
- 1848-1848 : Théodore Jean Baptiste Le Hars[5].
- 1848-1850 : Jean Marie Lallour.
- 1850-1865 : Édouard Porquier[6].
- 1865-1870 : François Veisseyre[7].
- 1870-1896 : Joseph Astor, fils de Joseph Astor, maire entre 1836 et 1848.
- 1896-1903 : Adolphe Marie Porquier, sénateur du Finistère.

### XXesiècle
| Période | Période | Identité                 | Étiquette       | Qualité                                                          |
| ------- | ------- | ------------------------ | --------------- | ---------------------------------------------------------------- |
| 1903    | 1912    | Théodore Bernard Le Hars | Rép.G           | Notaire                                                          |
| 1912    | 1914    | Henri Jacquelin          | SFIO            | Professeur agrégé de Lettres et d'Histoire                       |
| 1914    | 1928    | Théodore Bernard Le Hars | Rép.G → Rad.ind | Sénateur du Finistère (1920-1928) Conseiller général (1919-1928) |
| 1928    | 1933    | Édouard Ménez            | Rép.G           | Imprimeur, Directeur du journal Le Finistère                     |
| 1933    | 1935    | Auguste Ménardeau        | Rép.G           |                                                                  |
| 1935    | 1943    | Prosper Gautier          | Rép.G           | Commerçant                                                       |
| 1944    | 1945    | Hervé Marchand           |                 |                                                                  |
| 1945    | 1945    | Gabriel Tanguy           |                 |                                                                  |
| 1945    | 1947    | Yves Wolfarth            | MRP             |                                                                  |
| 1947    | 1953    | Joseph Halléguen         | RPF             |                                                                  |
| 1953    | 1955    | Jean-François Paugam     | MRP             | Avocat                                                           |
| 1955    | 1959    | André Monteil            | MRP             |                                                                  |
| 1959    | 1960    | Gabriel Autrou           | MRP             |                                                                  |

| Période | Période | Identité         | Étiquette | Qualité                                              |
| ------- | ------- | ---------------- | --------- | ---------------------------------------------------- |
| 1960    | 1967    | Yves Thépot      | SFIO      | Artisan serrurier Premier maire du « Grand Quimper » |
| 1967    | 1975    | Léon Goraguer    | SFIO      | Enseignant                                           |
| 1975    | 1977    | Jean Lemeunier   | PS        | Directeur des Services Agricoles                     |
| 1977    | 1989    | Marc Bécam       | RPR       | Ingénieur agricole Député du Finistère               |
| 1989    | 2001    | Bernard Poignant | PS        | Professeur d'Histoire-géographie Député du Finistère |

### XXIesiècle
| Période | Période  | Identité         | Étiquette          | Qualité                                                              |
| ------- | -------- | ---------------- | ------------------ | -------------------------------------------------------------------- |
| 2001    | 2008     | Alain Gérard     | RPR → UMP          | Cadre d'entreprise Sénateur du Finistère (1986-2008)                 |
| 2008    | 2014     | Bernard Poignant | PS                 | Professeur agrégé d'Histoire-géographie. Député européen (1999-2009) |
| 2014    | 2020     | Ludovic Jolivet  | UMP → LR puis Agir | Conseiller en communication Conseiller régional (2010-2015)          |
| 2020    | En cours | Isabelle Assih   | PS                 | Psychologue scolaire                                                 |

## Sources
- (fr)